# Aluminate de lanthane
L'aluminate de lanthane est un composé chimique de formule LaAlO3, souvent abrégé en LAO. Il s'agit d'une céramique transparente présentant une structure cristalline rhomboédrique de type pérovskite distordue dont les paramètres cristallins à 25 °C valent a = 3,79 Å et b = 13,11 Å, évoluant vers une structure pseudocubique au-dessus de 435 °C avec un paramètre de 3,82 Å.
L'aluminate de lanthane cristallin a une permittivité relative relativement élevée d'environ 25. La surface de ses monocristaux polis présente des macles visibles à l'œil nu.
Il est possible du faire croître du LAO par ablation laser pulsé (PLD), par épitaxie par jets moléculaires (MBE), ainsi que par d'autres méthodes d'épitaxie. Les couches minces de LAO déposées par ces méthodes peuvent être utilisées dans divers composants et hétérostructures à corrélation électronique. Le LAO épitaxial est parfois utilisé comme isolant entre deux couches conductrices, mais il est principalement utilisé dans la réalisation d'interface aluminate de lanthane-titanate de strontium (LAO/STO) avec le titanate de strontium SrTiO3. On a en effet découvert en 2004 que lorsqu'au moins quatre mailles élémentaires de LAO sont déposées par épitaxie sur du STO il se forme une interface conductrice bidimensionnelle entre les deux matériaux. Cette propriété est d'autant plus remarquable que le LAO et le STO massifs sont des isolants non magnétiques tandis que l'interface LAO/STO présente une conductivité électrique, de la supraconductivité, du ferromagnétisme, une magnétorésistance négative élevée dans le plan de l'interface, et une photoconductivité persistante très élevée.
Des monocristaux d'aluminate de lanthane sont disponibles dans le commerce comme substrats pour croissance épitaxiale de pérovskites, notamment pour cuprates supraconducteurs.
Les couches minces d'aluminate de lanthane ont été étudiées comme matériaux candidats pour réaliser des diélectriques high-κ au début des années 2000 ; ces recherches ont été abandonnées en raison du manque de stabilité du LAO au contact du silicium à 1 000 °C, température d'utilisation courante pour ces applications.